# Pontevedra Viva
Pontevedra Viva est un journal quotidien en ligne galicien fondé à Pontevedra (Espagne) le 1er octobre 2012.
Il est centré sur les nouvelles relatives à la ville de Pontevedra et à la province de Pontevedra. Il traite également des questions nationales et internationales.
Le journal est publié en espagnol et en galicien. Son audience ou nombre de lecteurs est de 207.399 en juillet 2022.

## Histoire
Le journal est né le 1er octobre 2012 dans le but d'assurer une couverture informative notamment à Pontevedra et sa région et aux régions d'Umia, O Salnés, Arousa et O Morrazo.
L'objectif du journal était d'apporter les dernières nouvelles, les activités sportives, culturelles et de loisirs à tous les utilisateurs d'Internet et d'être un point de connexion sur Internet pour tous les gens de Pontevedra, tant dans la ville qu'en dehors.
La présentation du journal a été suivie par environ 300 personnes, dont des représentants des groupes et des secteurs sociaux les plus divers.
Par la suite, la société a également incorporé la station de radio Pontevedra Viva Radio,.